# Giovanni Boldini

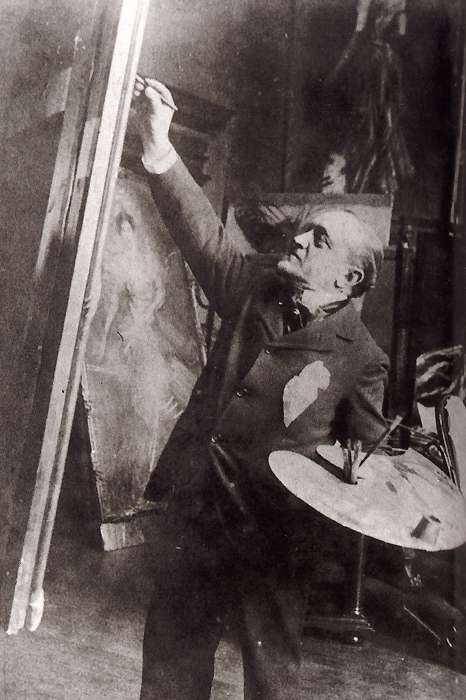
Giovanni Boldini in seinem Atelier, fotografiert von Alice Guérin, um 1925

Giovanni Boldini (* 31. Dezember 1842 in Ferrara; † 12. Januar 1931 in Paris) war ein italienisch-französischer Maler des Impressionismus. Er war einer der gefragtesten Porträtmaler in der Belle Époque.

## Leben

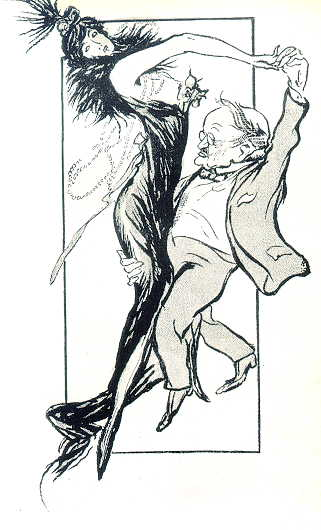
Giovanni Boldini tanzt mit Ava Astor, Karikatur, 1912

Giovanni Boldini stammte aus einer bekannten Malerfamilie aus Ferrara. Seine ersten Zeichenstunden erhielt er von seinem Vater und Schwager, die ihn eindringlich zur Fortsetzung des Studiums in Florenz rieten. Er studierte sechs Jahre (1862–1868) an der Florentiner Akademie und entwickelte nach seinem Studium einen Hang zur Freilichtmalerei. Auf den Pfaden der Freilichtmaler und Impressionisten immer fortschrittlich gehend, bildete er sich seine nervöse, skizzenhafte, sprühende Technik, die er auch dem Genre und der Landschaft, später immer mehr der Porträtmalerei dienstbar machte, zu der ihn sein scharfer Blick für das Individuelle eines Gesichts oder einer Figur besonders befähigte.
Nach einem längeren Aufenthalt in London ließ Boldini sich im Jahre 1872 in Paris nieder. Innerhalb kürzester Zeit machte er Bekanntschaft mit den bekannten Künstlern der Stadt, unter anderem James McNeill Whistler, John Singer Sargent, Robert de Montesquiou, Philip Alexius de László und Paul César Helleu. Mit Edgar Degas verband ihn bald eine enge Freundschaft. Boldini etablierte sich in den 1880er Jahren als erfolgreicher Maler der Boulevard-Porträts der Reichen und Schönen.
Auf der Exposition Universelle (1889) übernahm Giovanni Boldini die kommissarische Leitung der italienischen Sektion der Ausstellung und wurde ein Jahr darauf zum Offizier de la Légion d'Honneur erhoben. 1895 erhielt er auf der Großen Berliner Kunstausstellung eine kleine Goldmedaille.
Im Jahre 2010 wurde bei einer Wohnungsauflösung in Paris das 147 × 114 Zentimeter große Ölgemälde Porträt de madame de Florian entdeckt und im September 2010 zu einem Rekordpreis von 1,7 Millionen Euro versteigert.

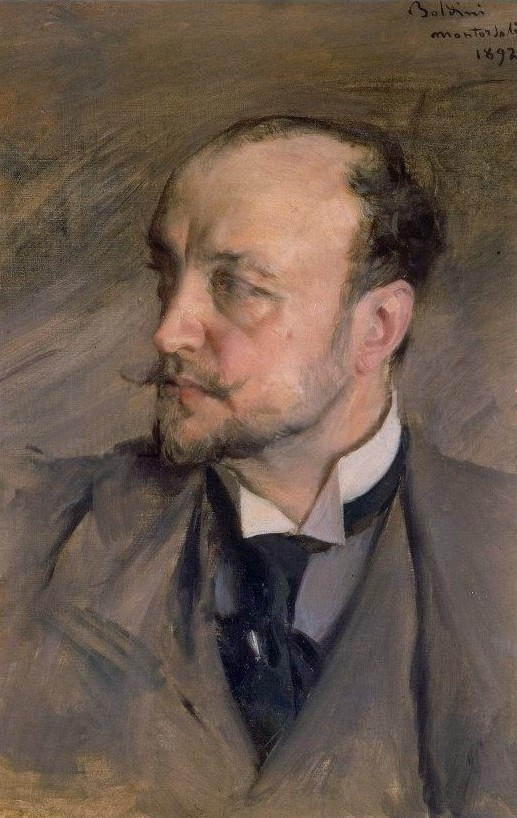
Selbstporträt, Öl auf Leinwand, 1892
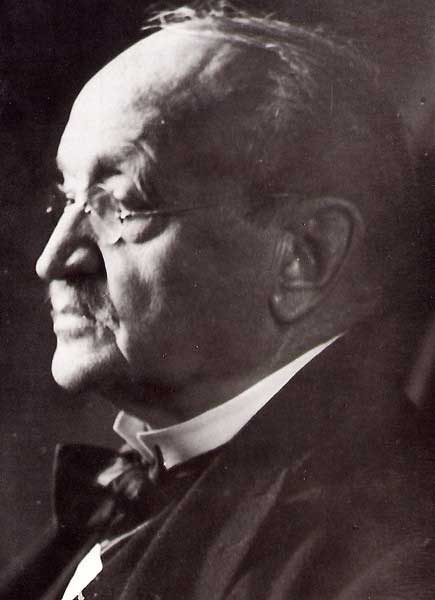
Giovanni Boldini, fotografiert, 1910
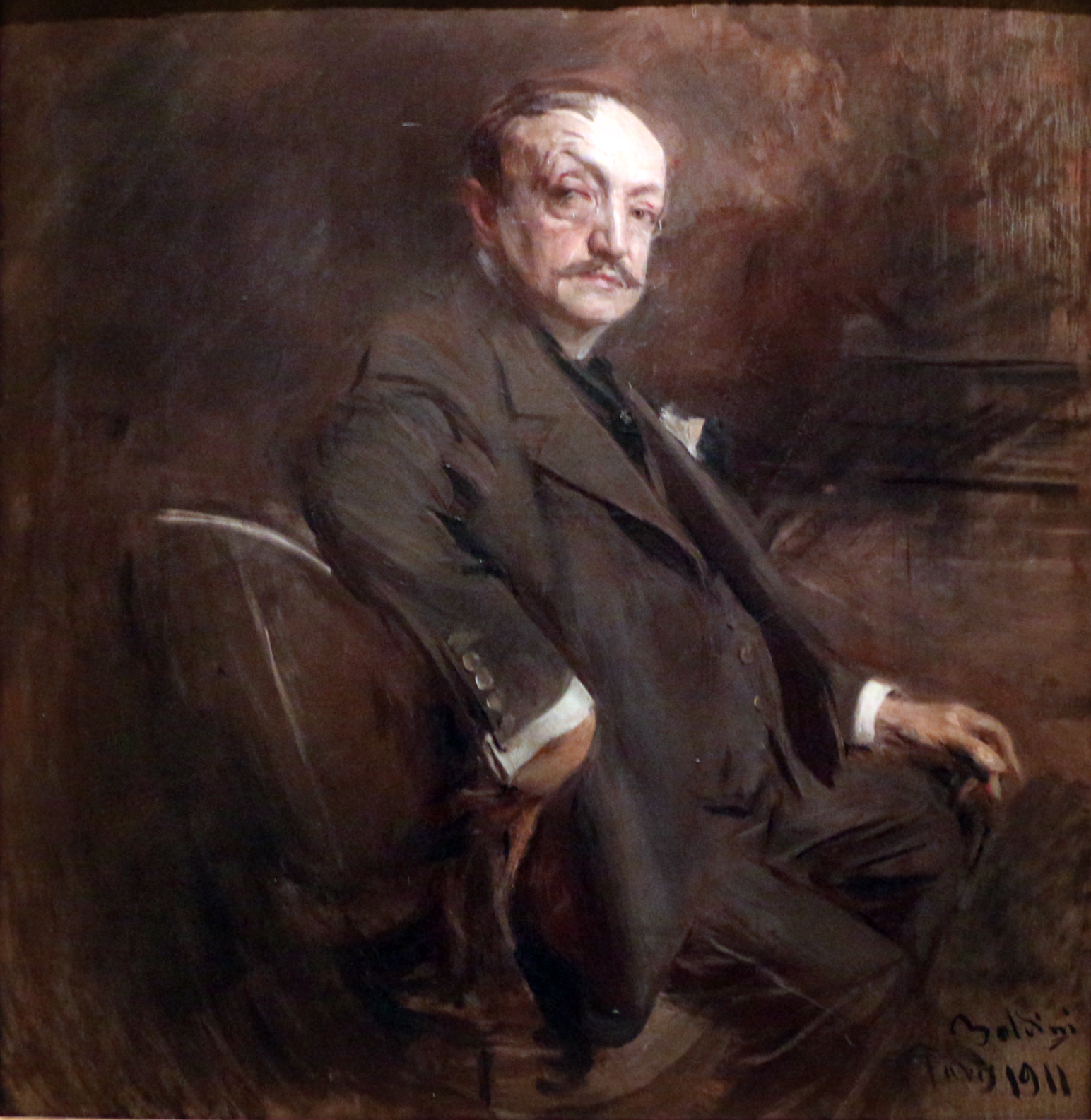
Selbstporträt, Öl auf Leinwand, 1911
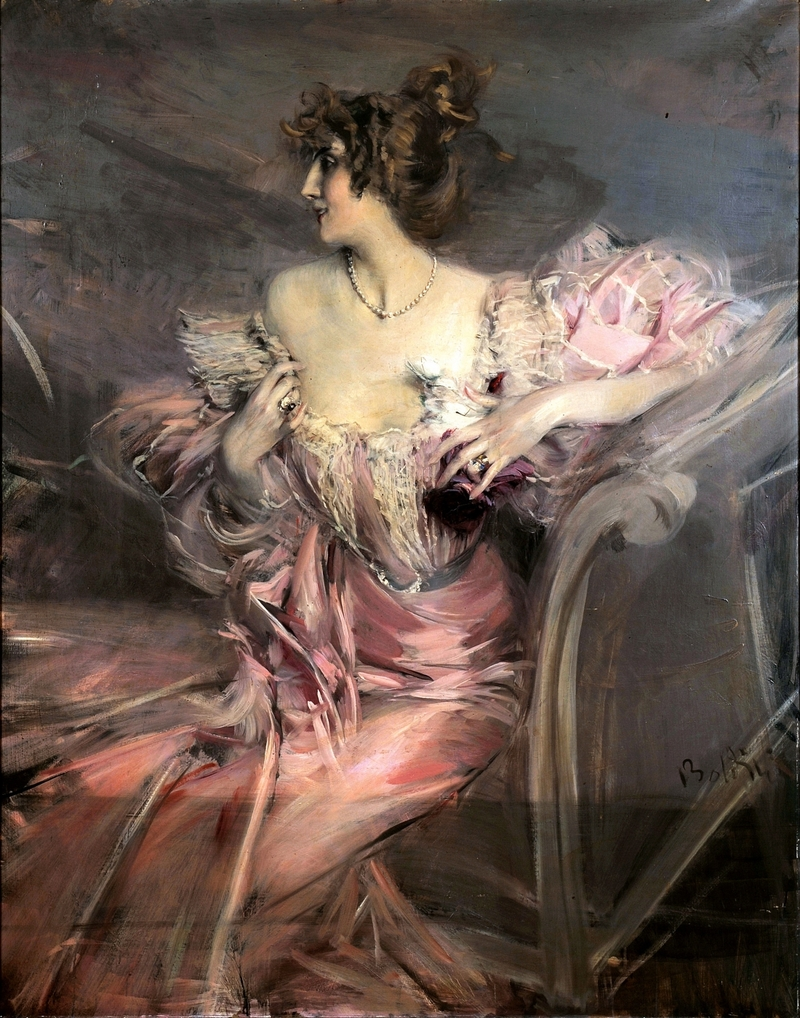
Porträt de Madame de Florian, Öl auf Leinwand, 1898
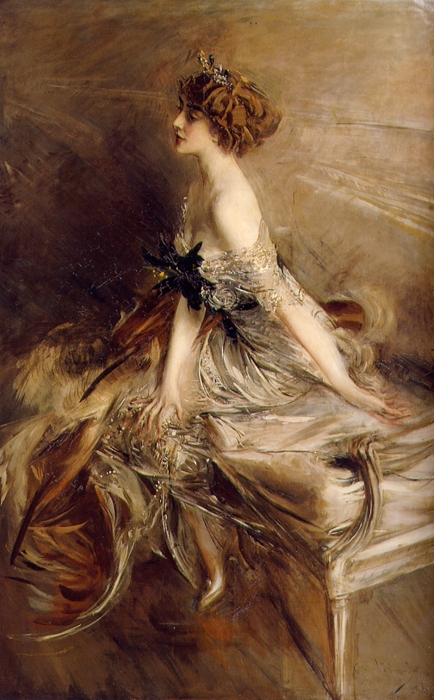
Porträt von Prinzessin Marthe Bibesco, Öl auf Leinwand, 1911
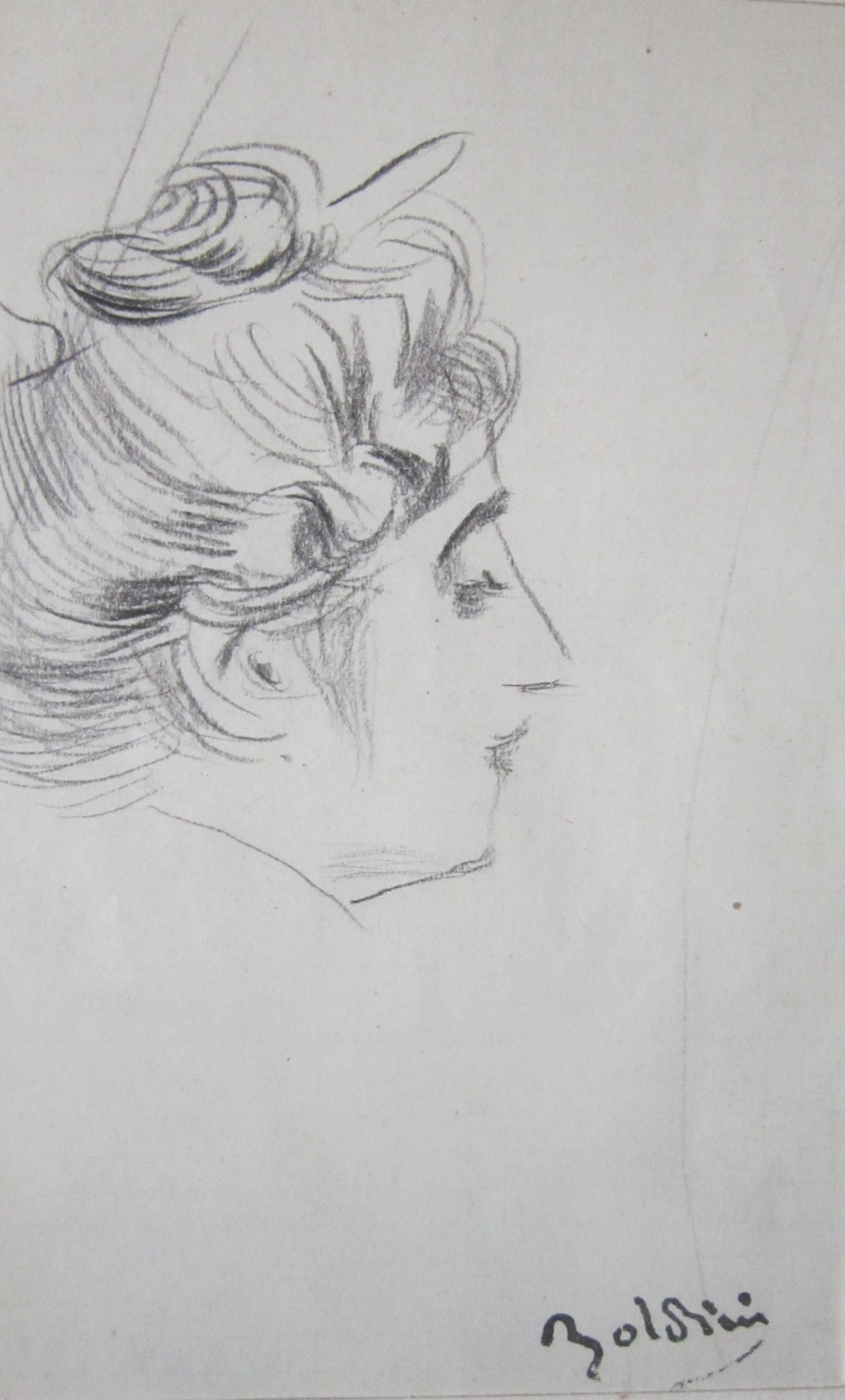
Giovanni Boldini, Gesicht einer Frau, Bleistiftzeichnung auf Karton, Privatsammlung.